# Антонін Москалик
Антоні́н Моска́лик (чеськ. Antonín Moskalyk; *11 листопада 1930, Хуст, Підкарпатська Русь, Чехословаччина, нині Закарпатська область, Україна — †27 січня 2006, Брно, Чехія) — чеський режисер та сценарист.

## Біографія
Антонін Москалик народився у 1930 році в Хусті. Його тато був вчителем-українцем, мама походила зі шляхетної угорської родини. У 1939 році сім'я покинула Хуст. Москалик закінчив гімназію у Брні, режисуру на театральному факультеті празької академії музичних мистецтв. Навчання закінчив у 1958 році. До 1991 року працював режисером та сценаристом на Чехословацькому телебаченні. За своє життя витворив близько 20 телефільмів, 450 інсценацій та програм. Останнім його твором став 39-серійний серіал «Жандармські гуморески», який створив разом зі своєю донькою Павліною. Дія відбувається у середині 30-тих років XX століття. У одній із серій цього серіалу режисер згадує свої дитячі роки, прожиті на Закарпатті. У 25 серії під назвою Розбійник («Loupežník») головний герой — жандарм Карел Аразім — з Брна їде до Хусту, де допомагає місцевим жандармам розслідувати вбивство лісовими розбійниками їхнього молодого колеги. Тут він з'ясовує, що голова банди Гаврило Горба разом із ним воював у чехословацькому легіоні проти більшовиків у Росії. Жандарм рятує розбійника від тюрми і, можливо, шибениці, й переконує його тікати до Америки.

## Твори
- Діта Саксова (Dita Saxová) (1967)
- Бабуся (Babička) (1971)
- Садові діти (Zahradní děti) (1981)
- Третій принц (Třetí princ) (1982)
- Паноптикум міста празького (Panoptikum města pražského), телесеріал (1986)
- Зозуля у темному лісі (Kukačka v temném lese) (1986)
- Авантюри криміналістики (Dobrodružství kriminalistiky), телесеріал (1989)
- Жандармські гуморески (Četnické humoresky), телесеріал (2000)